# Grand Oriental Hotel
«Grand Oriental Hotel» или GOH (также ранее известный как «Taprobane Hotel») — трёхзвёздочный исторический отель, расположенный в Коломбо, Шри-Ланка. В  ноябре 1890 года во время своего пребывания на Цейлоне в отеле останавливался русский писатель и драматург А. П. Чехов.

## История
Первоначальное здание на этом участке представляло собой простую одноэтажную постройку с открытой верандой на улицу, в которой жил голландский губернатор. В 1837 году она была превращена в казарму для британской армии, а затем в 1873 году преобразована в общежитие, реконструкция которого началась 23 февраля и завершилась 27 октября того же года.
Задачу по преобразованию армейского общежития в гостиницу взял на себя тогдашний британский губернатор Цейлона Роберт Уилмот-Хортон (англ.), который привлёк архитектора Департамента общественных работ Дж. Г. Смитера, отвечавшего также за возведение Национального музея Коломбо, госпиталя Коломбо и старой ратуши Коломбо. Ориентировочная стоимость строительства отеля составляла 2 007 фунтов стерлингов, но отель был построен в течение одного года по смете всего в 1 868 фунтов стерлингов.
Отель «Grand Oriental» был официально открыт 5 ноября 1875 года и имел 154 роскошных и полу-роскошных номера. Владельцем была компания «Colombo Hotels Company Ltd», которая рекламировала его для потенциальных клиентов, утверждая, что это «единственный полностью европейский отель на Востоке» и «управляемый опытными европейцами».
Согласно обзору, опубликованному в 1907 году:

«Grand Oriental Hotel (или GOH, как его хорошо знают повсеместно) был первым из современных впечатляющих отелей, построенных на Востоке. С его возвышающимся фасадом, обращённым к гавани и судам, а также главным портиком, отделённым всего в нескольких ярдах от основной пристани, он занимает возвышенное и удобное расположение; и пассажиры почтовых пароходов, которые проходят через порт, особенно обслуживаются в этом заведении в самом лучшем стиле… В здании 154 спальни … Отель освещён электричеством, а все общественные комнаты и спальни поддерживаются в прохладном состоянии благодаря электрическим вентиляторам».
GOH начал процветать с самого начала, и многие хотели приобрести акции отеля. Это побудило руководство продать 500 акций до открытия, а затем ещё 500 были проданы в день открытия.
В отеле был собственный ландшафтный тропический сад, который освещался ночью разноцветными огнями, а также оркестр, который выступал два раза в день и проводил специальные концерты по средам и воскресеньям.
В 1920 году в отеле была проведена тщательная реконструкция, в ходе которой были встроены отдельные ванные комнаты. В 1940 году, хотя он всё ещё находился под британским руководством, местные жители уже тоже были замечены обедающими и даже отмечающими свадьбы в отеле.
В начале 1950-х годов всплеск насилия и политическая ситуация в стране в сочетании с серией забастовок в отеле побудили британского собственника Сэма де Воса продать имущество. Банк Цейлона купил «Grand Oriental Hotel» в 1954 году за 625 000 рупий, а затем в 1955 году сдал его в аренду управляющему директору Ceylon Hotels П. А. Эдиривеере. Однако последний был смещён с должности по решению суда в 1960 году, и на протяжении почти двух лет в отеле не было официального управления, в течение которого сотрудники столкнулись с огромными трудностями. В 1963 году Банк Цейлона при содействии тогдашнего министра финансов Цейлона Т. Б. Илангаратне и министра труда Д. С. Гунесекеры вновь взял на себя управление отелем.
Название компании было изменено с Colombo Hotels Company на Hotels Colombo Ltd. В то же время из-за правовых ограничений Банк Цейлона не смог использовать название «Grand Oriental Hotel», и отель был переименован в «Taprobane Hotel». Сэр Ричард Алувихаре был назначен руководителем компании, а банк потратил 736 036,90 рупий на срочный ремонт.
В течение этого периода отель претерпел значительные изменения, и банк занял часть отеля. Количество номеров в отеле было сокращено до 54-х, сад тоже исчез. Часть отеля, включая большую столовую, была передана Банку Цейлона. В 1966 году Джеффри Бава, занимавшийся реконструкцией отеля, создал Harbor Room, ресторан на четвёртом этаже с видом на гавань Коломбо. В этот период был восстановлен оригинальный вид отеля, и был открыт первый в стране ночной клуб Blue Leopard, расположенный в подвале отеля. Общая стоимость ремонта составила примерно 1,9 млн рупий.. В 1989 году отель вернулся к своему первоначальному названию — «Grand Oriental Hotel», вновь открывшись для постояльцев в июне 1991 года.
В 2000 году Банк Цейлона произвёл капитальный ремонт отеля стоимостью около 4 млн рупий.
В ноябре 2010 года Банк Цейлона объявил о заинтересованности в управляющем партнёре в отношении отеля. Но в 2012 году он отложил планы на любой ремонт или совместное управление.
В мае 2016 года президент Шри-Ланки Майтрипала Сирисена обратился с предложением к Министерству развития государственных предприятий об объявлении тендера на продажу гостиницы «Grand Oriental».

## Описание
В отеле 80 номеров и два люкса. Номера люкс названы в честь двух знаменитостей, которые останавливались здесь — Хосе Рисаля, который останавливался в мае 1882 года, и Антона Павловича Чехова, останавливавшегося в отеле в 1890 году в течение пяти дней, на протяжении которых он писал свой рассказ «Гусев». Мемориальная комната-музей Чехова находится в 304-м номере отеля. В гостинице есть два ресторана (Harbor Room и Sri Lankan Restaurant), ночной клуб (B-52), бар (Tap Bar) и кафе (Tiffin Hut).